# Шеовица
Шеовица је насељено место у саставу града Липика, у западној Славонији, Република Хрватска.

## Географија
Налази се источно од Липика и јужно од Пакраца, на обронцима Псуња.

## Историја
До нове територијалне организације у Хрватској, налазило се у саставу бивше велике општине Пакрац. Шеовица се од распада Југославије до маја 1995. године налазила у Републици Српској Крајини.

### Спомен подручје Беговача
На југозападним обронцима Псуња, на месту званом Беговача, 1942. налазио се партизански логор, команда и делови Прве Псуњске партизанске чете са збјегом народа. На том месту у марту 1942. била је прва већа битка псуњских партизана. Ту су погинули и првоборци; народни херој Марко Кончар-Бура, Душан Маријан-Зуцо, Бонифације Преч-Гарави и Љубан Ненадовић-Болан. На том месту 1956. подигнут је споменик и обновљен је партизански логор.

## Становништво
На попису становништва 2011. године, Шеовица је имала 307 становника.

## Попис 1991.
На попису становништва 1991. године, насељено место Шеовица је имало 588 становника, следећег националног састава:
| Попис 1991.‍  | Попис 1991.‍  | Попис 1991.‍ | Попис 1991.‍ | Попис 1991.‍ |
| ------------ | ------------ | ----------- | ----------- | ----------- |
|              |              |             |             |             |
| Срби         | Срби         |             | 553         | 94,04%      |
| Југословени  | Југословени  |             | 15          | 2,55%       |
| Хрвати       | Хрвати       |             | 13          | 2,21%       |
| неопредељени | неопредељени |             | 6           | 1,02%       |
| регион. опр. | регион. опр. |             | 1           | 0,17%       |
| укупно: 588  |              |             |             |             |